# Bni Ahmed Gharbia
Bni Ahmed Gharbia (franska: Bni Ahmed Gharbia (CR), Bni Ahmed Gharbia (Commune Rurale), arabiska: الحاجب (البلدية)) är en kommun i Marocko.   Den ligger i provinsen Chefchaouen och regionen Tanger-Tétouan-Al Hoceïma, i den nordöstra delen av landet, 180 km nordost om huvudstaden Rabat. Antalet invånare är 12 923.